# شتاینبرگکیرشه
شتاینبرگکیرشه (به آلمانی: Steinbergkirche) یک شهر در آلمان است که در اشلسویگ-فلنسبورگ واقع شده‌است. شتاینبرگکیرشه ۱٬۳۸۴ نفر جمعیت دارد.